# Aeroporto di Campinas-Viracopos
L'Aeroporto di Campinas-Viracopos (ICAO: SBKP - IATA: VCP) è un aeroporto brasiliano, il terzo aeroporto per ordine di importanza e transiti tra quelli che servono San Paolo del Brasile. Situato a circa 100 km dal centro della metropoli, nella città di Campinas, sorge adiacente alla strada ad alto scorrimento Bandeirantes-Anhanguera, via di comunicazione che collega la città di San Paolo con l'interno dello Stato.
La struttura è dotata di una pista in asfalto lunga 3 240 m e larga 45 m, l'altitudine è di 661 m / 2 169 ft (m s.l.m., con orientamento RWY 15/33, la frequenza radio 131,025 MHz per la torre di controllo, circuito normale. L'aeroporto è gestito da Infraero ed è aperto al traffico commerciale.
Fino alla costruzione dell'aeroporto di San Paolo-Guarulhos, all'inizio degli anni ottanta, era l'aeroporto internazionale della città di San Paolo, dal momento che le piste dell'aeroporto cittadino Congonhas erano diventate troppo corte per i nuovi aeromobili.
A partire dal 2014, al fine di gestire l'incremento di traffico aereo derivante dai prossimi Campionati Mondiali FIFA, l'aeroporto è stato completamente riconcepito nell'area adiacente a quella dove già sorgeva.
Il suo codice IATA è VCP, ma talvolta, specialmente al di fuori del Brasile, il codice usato per identificare questo aeroporto è CPQ.
L'aeroporto è sede ed hub principale per la compagnia aerea Azul Linhas Aéreas. Le compagnie aeree operanti su questo aeroporto sono Gol Transportes Aéreos, TAM Airlines, Azul Linhas Aéreas e Trip Linhas Aéreas.
Dal 3 luglio inizierà il servizio di trasporto tra questo aeroporto e Lisbona, operato dalla compagnia aerea Azul.